# Psyche (rymdsond)
För andra betydelser, se Psyche (olika betydelser).

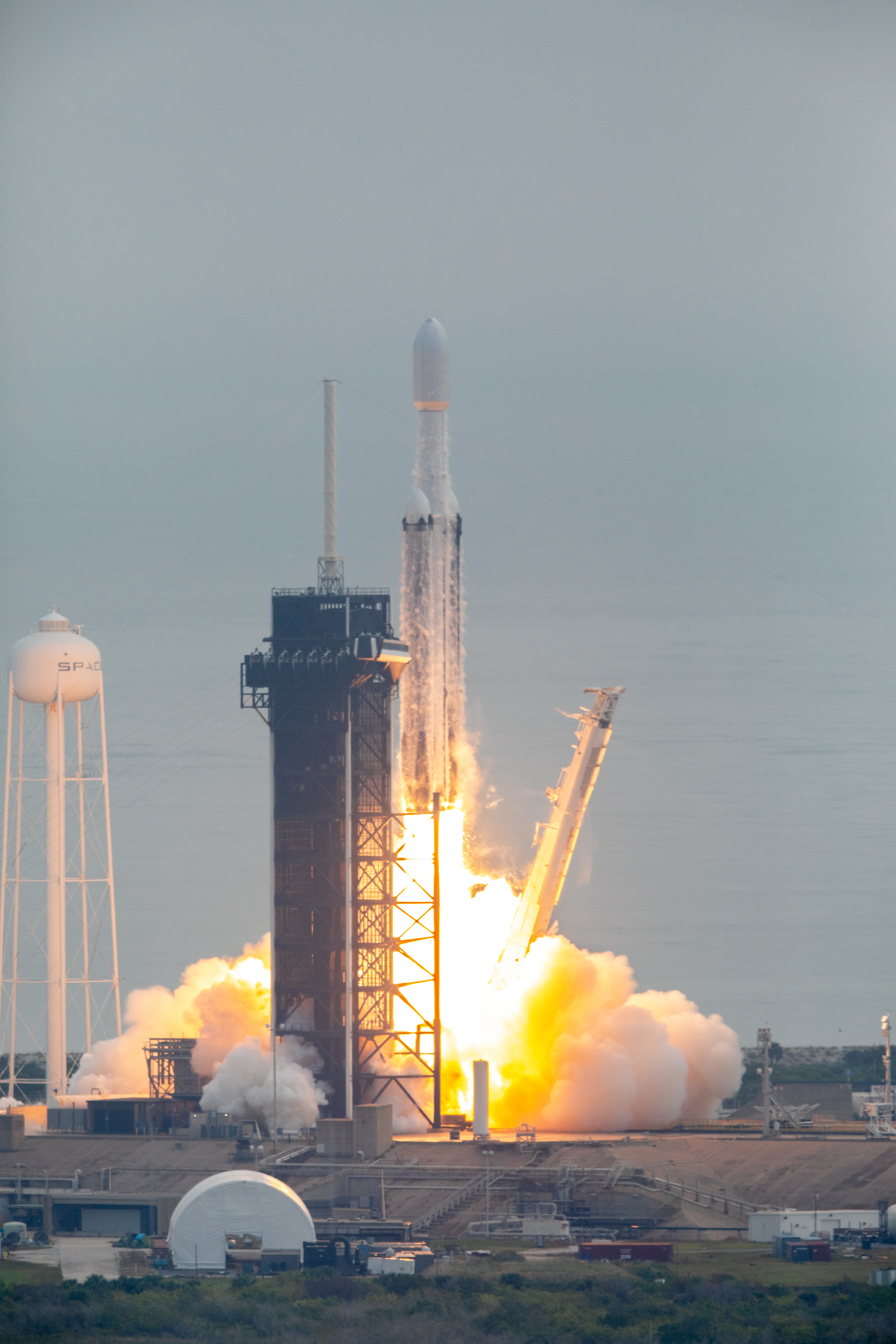
Psyche skjuts upp från Kennedy Space Center Launch Complex 39 av en Falcon Heavy den 13 oktober 2023.

Psyche är ett uppdrag som kommer att utforska ursprunget till planetkärnor genom att studera den metalliska asteroiden 16 Psyche. Lindy Elkins-Tanton från Arizona State University är den huvudsakliga utredaren som föreslog detta uppdrag för NASA:s Discoveryprogram. NASA:s Jet Propulsion Laboratory (JPL) kommer att hantera projektet. 
16 Psyche är den tyngsta kända asteroiden av M-typ och tros vara den exponerade järnkärnan i en protoplanet,  rest av en våldsam kollision med ett annat föremål som avlägsnade sin yttre skorpa. Radarobservationer av asteroiden från jorden indikerar en järn-nickelkomposition.  Den 4 januari 2017 valdes Psyche-uppdraget till NASA:s Discoveryuppdrag nr 14. 
För att skjuta upp rymdsonden användes en Falcon Heavy-raket.